# Alfred Cohn
Alfred Cohn (14 de junio de 1867 – 6 de julio de 1932) fue un actor y director de nacionalidad danesa, activo en la época del cine mudo, conocido sobre todo por sus papeles cómicos y sus actuaciones en farsas.

## Biografía
Nacido en Copenhague, Dinamarca, sus padres eran el decorador y tapicero Isac Cohn (12 de enero de 1829 en Ringkøbing – ?) y su esposa, Louise Hermeline Levison (31 de agosto de 1836 en Copenhague – ?). Aunque sus padres eran de origen judío, Cohn fue bautizado en la Iglesia Helligåndskirken de Copenhague el 1 de septiembre de 1867.
Debutó como actor en Randers el 6 de septiembre de 1885 con Djævelens Datter. Tras algunos breves compromisos en diferentes teatros, fue actor y director en el Casino Teater entre 1887 y 1891, en el Odense Teater desde 1891 a 1900, y en el Aarhus Teater durante catorce temporadas a partir de 1900. Mientras trabajaba en el Aarhus Teater entre 1910 y 1914, actuaba y dirigía para la productora cinematográfica Fotorama. Entre 1914 y 1916 dirigió para Nordisk Film, siendo también durante un tiempo director de la Filmskolen. Entre las producciones cinematográficas más destacadas de Alfred Cohn para el cine mudo figura Den hvide slavehandel (1910).
Tras dejar el cine, Alfred Cohn trabajó para varios teatros, entre ellos el Casino de Copenhague, el Odense Teater entre 1916 y 1917, siendo escenógrafo en el Mayol Teater de Oslo en 1924, en el Aalborg Teater, artista invitado en el Kasino-Teatret de Aarhus, y actor y director en el Fønix Teater de Copenhague.
Alfred Cohn se casó en Copenhague el 15 de enero de 1915 con Gerda Alfrida Larsen, de la que se divorció más adelante. El 22 de septiembre de 1923 se casó en Oslo con Guri Johanne Schou (nacida el 30 de mayo de 1897). Cohn falleció en Copenhague en el año 1932. Fue enterrado en el Cementerio Bispebjerg.

## Filmografía

### Director
- 1910 : Den hvide slavehandel
- 1910 : Kapergasten
- 1914 : Den sorte familie
- 1914 : Gyldne Lænker
- 1914 : Arvingen til Skjoldborg
- 1914 : Bagerstrædes Hemmelighed
- 1914 : De kære Nevøer
- 1915 : Den gæve Ridder
- 1915 : Den hvide rytterske
- 1915 : Enken
- 1915 : Brandmandens Datter
- 1915 : Gissemands Kærlighedshistorie
- 1915 : Kærlighedens Firkløver
- 1915 : Lille Teddy
- 1915 : I de unge Aar
- 1916 : Gaardsangersken
- 1916 : Voksdamen
- 1916 : Hjertevirtuosen
- 1917 : Fru Kristina
- 1917 : Moderens Øjne
- 1918 : Livets Stormagter

### Actor
- 1910 : Elverhøj, de Gunnar Helsengreen
- 1910 : En Helt fra 64, de Gunnar Helsengreen
- 1910 : Valdemar Sejr, de Gunnar Helsengreen
- 1910 : Greven af Luxemburg, de Gunnar Helsengreen
- 1910 : Kapergasten, de Alfred Cohn
- 1910 : Ansigttyven I, de Gunnar Helsengreen
- 1910 : Ansigttyven II, de Gunnar Helsengreen
- 1910 : Ambrosius, de Gunnar Helsengreen
- 1911 : Morfinisten, de Louis von Kohl
- 1911 : Venus, de Gunnar Helsengreen
- 1911 : Nøddebo præstegaard, de Frederik Schack-Jensen
- 1912 : Menneskejægere
- 1913 : Fæstningsspioner
- 1914 : Den sorte familie, de Alfred Cohn
- 1915 : Enken, de Alfred Cohn
- 1918 : Du skal ære, de Fritz Magnussen
- 1918 : Fangen fra Erie Country Tugthus, de Fritz Magnussen
- 1918 : Skæbnesvangre vildfarelser, de Fritz Magnussen